# Trevor Snowden
Trevor Snowden (* 4. Oktober 1973 in Sunderland) ist ein ehemaliger englischer Fußballspieler.

## Karriere
Snowden spielte im Nachwuchsbereich des FC Watford und war Anfang der 1990er Jahre in der Northern League bei Seaham Red Star aktiv, bevor er im Februar 1993 für eine Ablösesumme von £3.000 von Dave Sutton zum Viertligisten AFC Rochdale geholt wurde. Von Sutton als „nächster Paul Gascoigne“ vorgestellt, erhielt Snowden bei den Rochdale-Anhängern schnell den Spitznamen „Snazza“. Nach nur zwei Einsätzen als Einwechselspieler absolvierte der Mittelfeldakteur bereits Ende Februar 1993 ein einwöchiges Probetraining beim Erstligisten Aston Villa, das allerdings ergebnislos blieb. Snowden kam im restlichen Verlauf der Saison 1992/93 zu insgesamt 13 Ligaeinsätzen für Rochdale, davon acht in der Startaufstellung während Stammspieler John Ryan ausfiel.
In der folgenden Saison 1993/94 kam Snowden überwiegend in der Reservemannschaft zum Einsatz, für die er in einer Partie mittels drei verwandelter Elfmeter einen Hattrick erzielte. Im Januar 1994 wurde er in die Football Conference an Northwich Victoria verliehen, wobei ihm dort in sieben Ligaeinsätzen drei Treffer gelangen; im Sommer schloss er sich fest dem Klub an. Nach 1995 trat er nicht mehr im überregionalen Fußball in Erscheinung.